# Championnat d'Argentine de football 1951
Navigation
Saison précédente Saison suivante
La saison 1951 du Championnat d'Argentine de football est la 21e édition professionnelle de la première division argentine. Le championnat rassemble les 17 meilleures équipes du pays au sein d'une poule unique, où chaque club rencontre tous ses adversaires deux fois. En fin de saison, les deux derniers du classement sont relégués et remplacés par le vainqueur de la Segunda División.
Le Racing Club de Avellaneda, double champion d'Argentine en titre, a besoin d'un barrage pour le titre face au Club Atlético Banfield, après que les deux clubs sont arrivés à égalité en tête du championnat. Le Racing s'impose et remporte le 12e titre de champion d'Argentine de son histoire. C'est la première fois dans l'histoire du championnat qu'une équipe remporte la compétition trois saisons consécutives.

## Les 17 clubs participants
| \| Buenos Aires La Plata Rosario \| Villes représentées lors de la saison 1951 |
| Buenos Aires La Plata Rosario                                                  |

- Boca Juniors
- San Lorenzo de Almagro
- Estudiantes (La Plata)
- River Plate
- Racing Club
- Independiente
- Quilmes
- Atlanta
- Huracán
- Ferro Carril Oeste
- Vélez Sársfield
- Platense
- Banfield
- Chacarita Juniors
- Newell's Old Boys (Rosario)
- Gimnasia y Esgrima (La Plata)
- Lanús - Promu de Segunda Division

## Compétition

### Classement
Le classement est établi en utilisant le bareme suivant :
- Victoire : 2 points
- Match nul : 1 point
- Défaite, forfait ou abandon : 0 point

| Rang | Équipe                        | Pts | J  | G  | N  | P  | Bp | Bc | Diff |
| ---- | ----------------------------- | --- | -- | -- | -- | -- | -- | -- | ---- |
| 1    | Banfield                      | 44  | 32 | 17 | 10 | 5  | 63 | 33 | +30  |
| 1    | Racing Club T                 | 44  | 32 | 16 | 12 | 4  | 60 | 37 | +23  |
| 3    | River Plate                   | 43  | 32 | 16 | 11 | 5  | 69 | 42 | +27  |
| 4    | Independiente                 | 39  | 32 | 16 | 7  | 9  | 74 | 51 | +23  |
| 5    | Lanús P                       | 37  | 32 | 14 | 9  | 9  | 62 | 49 | +13  |
| 6    | Boca Juniors                  | 35  | 32 | 11 | 13 | 8  | 46 | 38 | +8   |
| 6    | San Lorenzo de Almagro        | 35  | 32 | 13 | 9  | 10 | 46 | 41 | +5   |
| 8    | Chacarita Juniors             | 33  | 32 | 12 | 9  | 11 | 58 | 55 | +3   |
| 8    | Vélez Sársfield               | 33  | 32 | 10 | 13 | 9  | 57 | 58 | -1   |
| 10   | Estudiantes (La Plata)        | 29  | 32 | 11 | 7  | 14 | 65 | 55 | +10  |
| 11   | Newell's Old Boys (Rosario)   | 28  | 32 | 10 | 8  | 14 | 40 | 58 | -18  |
| 12   | Ferro Carril Oeste            | 27  | 32 | 8  | 11 | 13 | 50 | 55 | -5   |
| 13   | Platense                      | 25  | 32 | 9  | 7  | 16 | 51 | 64 | -13  |
| 14   | Huracán                       | 24  | 32 | 6  | 12 | 14 | 44 | 59 | -15  |
| 14   | Atlanta                       | 24  | 32 | 8  | 8  | 16 | 46 | 79 | -33  |
| 16   | Quilmes                       | 23  | 32 | 7  | 9  | 16 | 52 | 79 | -27  |
| 17   | Gimnasia y Esgrima (La Plata) | 21  | 32 | 4  | 13 | 15 | 41 | 71 | -30  |

|  | Barrage pour le titre                             |
|  | Relégation en Segunda División                    |
|  | T : Tenant du titre P : Promu de Segunda División |

### Matchs

#### Barrage pour le titre
Banfield et le Racing Club terminent à la première place du classement à égalité de points. Il faut donc organiser un barrage, disputé en matchs aller et retour afin de déterminer quelle équipe remporte le titre cette saison.
| Équipe 1    | Résultat | Équipe 2 | Aller | Retour |
| ----------- | -------- | -------- | ----- | ------ |
| Racing Club | 1 - 0    | Banfield | 0 - 0 | 1 - 0  |

- Le Racing Club de Avellaneda remporte le titre de champion d'Argentine 1951.

## Bilan de la saison
| Tableau d'Honneur                   |             |
| Compétition                         | Vainqueur   |
| Championnat d'Argentine de football | Racing Club |

| Promotions et relégations    |                                       |
| Promu en Primera Division    | Rosario Central                       |
| Relégués en Segunda Division | Quilmes Gimnasia y Esgrima (La Plata) |